# هاري هووك
هاري هووك (بالإنجليزية: Harry Hook)‏ هو مصور وكاتب سيناريو ومخرج بريطاني، ولد في 1960 في إنجلترا في المملكة المتحدة.

## وصلات خارجية
- هاري هووك على موقع IMDb (الإنجليزية)
- هاري هووك على موقع ألو سيني (الفرنسية)
- هاري هووك على موقع أول موفي (الإنجليزية)
- هاري هووك على موقع قاعدة بيانات الأفلام السويدية (السويدية)
- هاري هووك على موقع قاعدة بيانات الفيلم (الإنجليزية)
- هاري هووك على موقع كينوبويسك (الروسية)